# Familiar
Familiar — дистрибутив Linux, предназначенный для работы на КПК.
В качестве графического интерфейса пользователя Familiar позволяет выбрать OPIE или GPE.

## Особенности
Пользовательские приложения для Familiar поставляются в виде ipkg-пакетов, которые во многом похожи на dpkg-пакеты дистрибутива Debian. Пакеты собираются при помощи системы автоматической сборки OpenEmbedded, основанной на monotone и bitbake. Однако в последнее время наблюдается расхождение команд Familiar и OpenEmbedded, последние активно развивают свой собственный дистрибутив Angstrom. Актуальная версия дистрибутива — 0.8.4. Логотип отсутствует.

## Возможности
- Выбор пользовательской среды (GPE/Opie)
- Поддержка протокола X11
- Работа на системах с 32MB RAM/ROM.
- Поддержка специфического оборудования IPAQ, в том числе Bluetooth и WiFi.
- Полная поддержка ipkg программ и пакетов. Менеджер пакетов ipkg позволяет устанавливать, обновлять или удалять нужные вам приложения.
- Многие системные программы используют BusyBox, тем самым экономя много места
- Dropbear SSH сервер
- Поддержка многих сетевых протоколов, таких, как SSH, PPP, IPsec, IPv4, IPv6 и множество других.
- Поддержка CIFS (Windows Shares)
- Полностью создан c использованием системы OpenEmbedded

## Файловая система
Большинство современных КПК для хранения данных пользователя используют флэш-память. В Familiar используется файловая система JFFS2, специально разработанная для работы на NAND флеш-памяти. Однако, в отличие от WinCE, Linux может быть без труда установлен на внешнем носителе, CF или SD/MMC.